# Mist in the Valley
Mist in the Valley er en britisk stumfilm fra 1923 af Cecil M. Hepworth.

## Medvirkende
- Alma Taylor som Margaret Yeoland
- G. H. Mulcaster som Denis Marlow
- James Carew som Justin Courtney
- Esme Hubbard som Merrion
- John MacAndrews som Job Pennyquick
- Gwynne Herbert som Mrs. Grick
- Maud Cressall